# Франческо Галони
Монсеньор Франческо Галони (на италиански: Francesco Galloni) е италиански католически духовник, ватикански дипломат и бивш нунций в България през периода 1945 – 1949 г.

## Биография
Франческо Галони е роден на 18 февруари 1890 г. в Лодето ди Ровато, Италия. На 5 юли 1914 г. е ръкоположен за свещеник. По време на Първата световна война е мобилизиран и е свещеник в италианската армия. През месец септември 1921 г. е изпратен в България като представител на италианска мисия за издирване на безследно изчезнали италиански войници през войната. Установява се в църквата „Свети Йосиф“ в София. В същото време подготвя и през месец ноември 1922 г. представя доклад на Светия престол, озаглавен „Надеждите за Църквата на Балканите“.
По-късно основава в София института „Италианско дело за Изтока“ (Opera Italiana Pro Oriente) с девически пансион и библиотека. Институтът се занимава с благотворителна дейност, популяризира италианския език и култура, издава италианска литература и списание. Галони също прави опити да открие Аграрно училище с италианско финансиране в землището на имението „Свети Феликс“ в село Алханово.
През 1945 г. Галони е назначен за временно управляващ Апостолическа нунциатура в София, а през 1948 г. е титулярен делегат за България. Титлата му обаче не е призната от правителството.
През 1949 г. той пътува извън страната с гаранции на българските власти, че ще му бъде разрешено да се върне. На него обаче му е отказано да влезе обратно в България и службата на Апостолската делегация е била закрита.
Франческо Галони умира на 5 юни 1976 г. в град Виченца, Италия.